# Миленко Пауновић
Миленко Пауновић (Сентиван, 17/29. новембар 1889 — Београд, 1. октобар 1924) био је српски композитор и драмски писац. Аутор је прве музичке драме у Србији.

## Биографија
Пауновић се школовао у Српској православној великој гимназији у Новом Саду (1900-1908) где је похађао и своје прве часове виолине. Био је студент завршне године виолине на Конзерваторијуму у Прагу (1909). Композицију је студирао код Регера на Конзерваторијуму у Лајпцигу (1909-1911), пратећи и Риманова предавања на Универзитету у истом граду.
Био је хоровођа у Руми, Новом Саду (1913) и у Академском певачком друштву Обилић (1923), учитељ музике у Мушкој учитељској школи у Јагодини (1914; 1918-20) и професор у Музичкој школи Станковић (1921–22). Као војник на Солунском фронту активно је учествовао у српској уметности у избеглиштву. Од 1921. био је војни капелник Оркестра Краљеве гарде. На месту референта при Министарству војске залагао се за побољшање материјалног статуса војних музичара.
Носилац је Ордена Св. Саве IV реда, Ордена Румунске круне V степена и Албанске споменице. Преминуо је изненада у 35. години живота.

## Стваралаштво
Пауновић се упоредо бавио композиторским и књижевним радом, али је један број његових дела уништен током Првог светског рата. Његова најзначајнија остварења су две музичке драме (Divina tragoedia, 1912 и Ченгић-ага, 1923) и две Југословенске симфоније (1914–20; 1924). Од клавирских композиција сачувани су рани комади (Praeludim, Ustaj diko, Fugue, Moj čardače), Албум клавирских песама и недовршена Свита. Оставио је и неколико оркестарских комада компонованих 1909–11. (нпр. Серенада, Романса, Увертира Смрт мајке Југовића) и једну четвороставачну симфонијску свиту из 1921. Написао је многа пригодна дела (нпр. Свечани свадбени марш посвећен краљу Александру) која су допринела професионализацији у компоновању војне музике.
Пауновићев књижевни опус састоји се од седам драма (Шајкаши, 1908; Divina tragoedia, 1910; Приморци, 1911; Ђаволова трагедија, 1912; Модел, 1917; Ченгић-ага, 1918; Двори Срђе Злопоглеђе, 1919), приповетке Др Врач, као и многих песама и изрека.
Музичка и књижевна дела Миленка Пауновића вишеструко су повезана истим кругом тема и филозофских преокупација. Он је своје музичке драме писао на сопствене драмске текстове. Од самог почетка био је инспирисан идејним и композиционим аспектима Вагнерове музике, што се у одређеној мери може уочити у његовим драмама, музичким драмама, али и раним оркестарским комадима и симфонијама. У драмама је евидентан и утицај Ничеове филозофије, посебно оног сегмента који се односи на критику хришћанства. Тај аспекат допринео је да се Пауновић приближи духовној клими која је означила ране експресионистичке импулсе у српској књижевности око Првог светског рата. У свом музичком стваралаштву, он је наклоњен позноромантичарској традицији немачког кова, обраћајући се и елементима истог, али млађег, модернистичког наслеђа. Те стилске координате добијају посебну физиономију после 1914, када у своја дела укључује и стваралачку комуникацију с елементима српског музичког фолклора.
Пауновићеве музичке драме и симфоније означавају нагли професионални и квалитативни скок у односу на целокупну дотадашњу композиторску праксу у српској музици. Већ његова прва музичка драма, једночинка Divina tragoedia, показује успешан композиционо-технички приступ основним постулатима вагнеровске концепције. Композитор изоставља хорове и ансамбле, структуру заснива на дијалозима и монолозима, брижљиво организованим лајтмотивима и густо симфонизованој оркестарској фактури с хармонским језиком најближем Вагнеровом Холанђанину луталици. Сам либрето темељи на смелом, бласфемијском третману теме о Христовом васкрснућу превертираном у превару, чинећи да прва музичка драма у историји српске музике добије и једну специфичну авангардну димензију.
Пауновић се насловима обе симфоније одређује према идеологији југословенства, заступајући овим жанром актуелну конструкцију националног идентитета у контексту тадашње новоформиране државе. Истовремено, прва симфонија с поднасловом На Липару указује на преовлађујуће тренутке интроспекције подстакнуте поезијом Ђуре Јакшића. Композитор исписује и програмски дискурс окрећући се филозофским трагањима којима се у свом стваралаштву стално враћао размишљајући о судбини, отуђењу, љубави и проналажењу мира у окриљу природе.
Обе симфоније заснива на цикличном принципу и монотематизму. Остварује тип нестандардног, троделног симфонијског циклуса са завршним ставом који упућује на играчки карактер кола. Попут Малера, у првој симфонији служио се стереотипним илустративним елементима (имитација кукавице) и презначава их у апстрактну музичку материју којој даје улогу монотематског језгра, укључујући га у структуру дела. Слично се односи и према музичком цитату, као и аутоцитату који има важну улогу у другој симфонији. Развија посебан варијациони однос према фолклору који је у његовим симфонијама и другој музичкој драми пропуштен кроз различите нивое трансформације у распону од фолклорног до нефолклорног звука, од играчког до снажног драмског карактера. Такав приступ чини да хетерогени музички материјали постају сегменти интегралног звучног корпуса и моћно средство музичке драматургије.
Пауновићева дела су ретко извођена и штампана. У условима локалног музичког контекста по настанку његове прве музичке драме дуго није било могућности за извођење партитуре с претежно четворним саставом оркестра. С друге стране, Пауновићева изненадна смрт прекинула је његов рад на оркестрацији музичке драме Ченгић-ага и друге симфоније. Од његових значајних дела извођена је само прва симфонија (Љубљана 1924, Београд 1925, 1932, 1940, 1956), али њен успех није имао трајнију рецепцију. Деценијама готово заборављен, Пауновићев опус постао је актуелан у новијим музиколошким истраживања у оквиру којих је објављена и његова прва симфонија (2009).